# Bunisari (Warungkondang)
Bunisari is een bestuurslaag in het regentschap Cianjur van de provincie West-Java, Indonesië. Bunisari telt 6683 inwoners (volkstelling 2010).